# El punto rojo

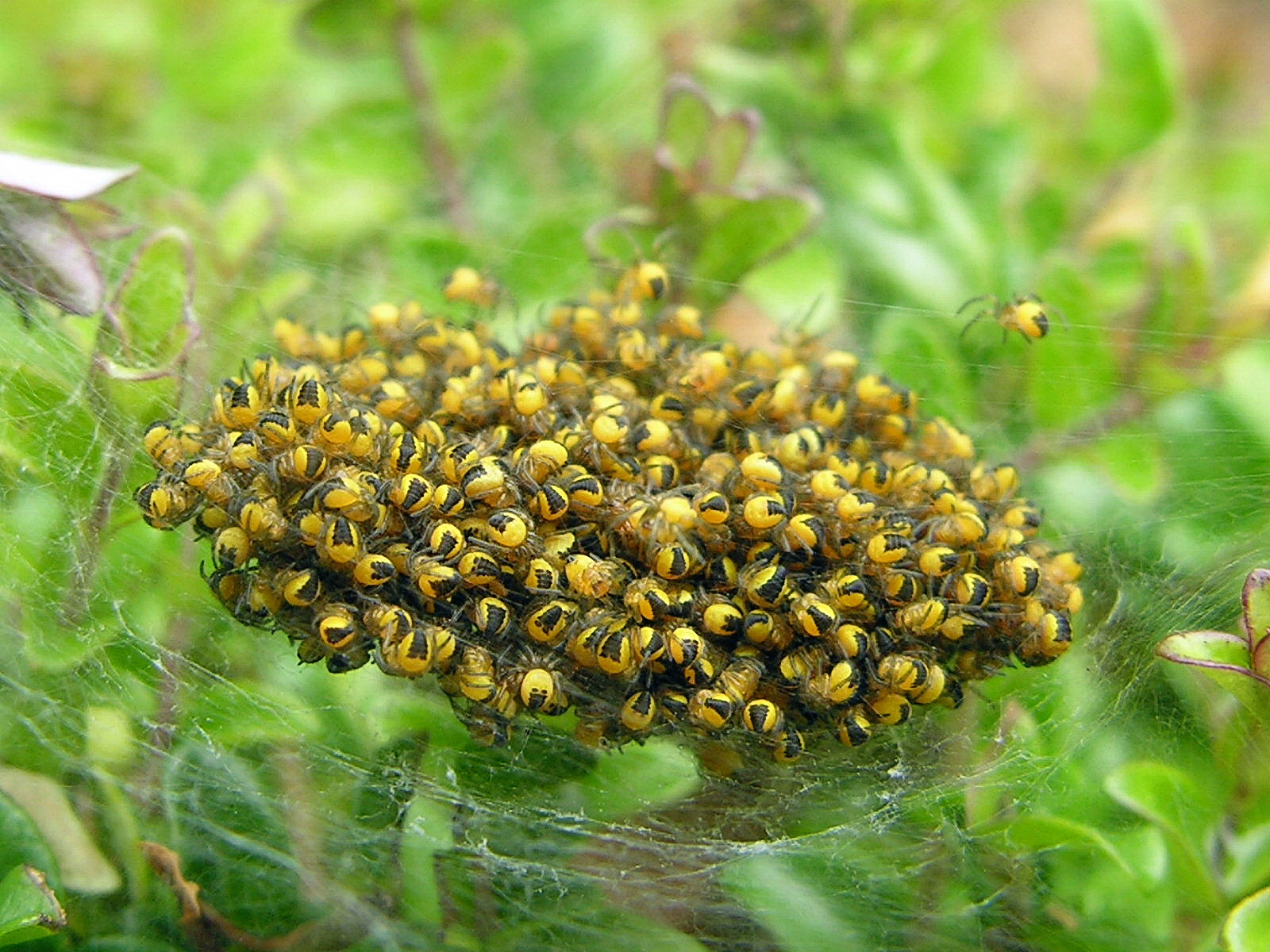
Araneus diadematus recién eclosionadas.

El mordisco de la araña o El punto rojo es una leyenda urbana moderna que emergió en Europa durante la década de 1970.

## Argumento
La leyenda presenta a una mujer joven de una ubicación del hemisferio norte (Inglaterra, Ciudad de Nueva York, etc.), que está de vacaciones en el extranjero en una ubicación exótica del hemisferio sur (México, América del Sur, etc.). Mientras toma el sol en la playa, es mordida en la mejilla por una araña. La picadura se inflama y duele, por lo que se apresura en volver a casa para buscar tratamiento médico. Encuentra un doctor que le saja la picadura, de la cual emergen centenares de arañas minúsculas. Entonces enloquece a causa de la impresión.

## Variaciones
En otras versiones, una chica joven duerme mientras una araña camina a través de su cara y para en su mejilla unos instantes. A la mañana siguiente, pregunta su madre sobre el punto rojo en su mejilla y la madre le responde, "parece un mordisco de araña. No lo rasques y se irá solo". Con el paso del tiempo, el punto crece hasta volverse un pequeño bulto. Confronta a su madre otra vez, diciendo que se está haciendo más grande y que duele. La madre responde, "a veces pasa, está haciendo una cabeza". Conforme pasan los días, la chica se queja de que le duele y le afea. Finalmente, preocupada de que se pueda haber infectado, la madre pide una cita con el doctor para el día siguiente. Para tranquilizarse aquella noche, la chica toma un baño. Cuando se remoja, el bulto explota y libera un enjambre de pequeñas arañas.
En ciertas versiones de la leyenda, esto ocurre en el propio país en vez del extranjero (p. ej., una mujer del medio oeste es mordida en California). Normalmente, cuándo la historia se cuenta a otros, la ubicación del incidente es bastante concreta.

## Historia
La leyenda del Mordisco de la araña emergió como leyenda moderna en Europa a finales de la década de 1970, pero repite manifestaciones más tempranas del tipo de historia de la serpiente del pecho, donde todo tipo de criaturas se introducen el cuerpo, a veces para reproducirse allí. Los folkloristas modernos adoptaron el término "serpiente del pecho" del cuento "Egotismo, o la serpiente del pecho" escrito por Nathaniel Hawthorne en 1843. El término es ahora utilizado para generalizar otras leyendas en donde las criaturas vivientes se introducen en el cuerpo humano. En las leyendas de este tipo, las criaturas normalmente tienen que ser sacadas quirúrgicamente, pero a veces ellos salen por sí mismas, incluso reventando la piel.

## Interpretaciones
Esta leyenda urbana proporciona un comentario social sobre la percepción de las personas quiénes consideran al sur como menos limpio, y más peligroso que su propio hogar. Las arañas son aborrecidas por muchas personas, pero frecuentemente aparecen en leyendas arañas venenosas, peludas o muy grandes. Las arañas de las leyendas urbanas frecuentemente se ocultan en una variedad de artículos, abarcando desde cáctuses y comida, hasta peinados y el interior del cuerpo humano, por lo cual es natural temer una invasión. La obra de Bengt af Klintberg sobre leyendas urbanas elabora y explica que, como consecuencia de la ausencia de arañas en el entorno urbano moderno, ahora han adoptado proporciones míticas en nuestra tradición narrativa. Los analistas también sugieren que las leyendas de "serpiente del pecho" pueden representar fantasías o temor a los embarazos.